# 풍남초등학교
풍남초등학교는 대한민국 전라남도 고흥군에 있는 공립 초등학교이다.

## 학교 연혁
- 1940년 5월 10일: 풍남간이학교 개교

## 참고 자료
- 풍남초등학교 - 한국교육학술정보원 학교알리미